# Holland (Vermont)
Holland es un pueblo ubicado en el condado de Orleans en el estado estadounidense de Vermont. En el año 2010 tenía una población de 629 habitantes y una densidad poblacional de 6 personas por km².

## Geografía
Holland se encuentra ubicado en las coordenadas 44°58′12″N 72°0′36″O / 44.97000, -72.01000.

## Demografía
Según la Oficina del Censo en 2000 los ingresos medios por hogar en la localidad eran de $28,359 y los ingresos medios por familia eran $29,297. Los hombres tenían unos ingresos medios de $22,500 frente a los $16,528 para las mujeres. La renta per cápita para la localidad era de $11,936. Alrededor del 15.1% de la población estaban por debajo del umbral de pobreza.